# Jelle de Jonge
 (octobre 2018).
Si vous disposez d'ouvrages ou d'articles de référence ou si vous connaissez des sites web de qualité traitant du thème abordé ici, merci de compléter l'article en donnant les références utiles à sa vérifiabilité et en les liant à la section « Notes et références ».
Jelle de Jonge, né le 13 mai 1975 aux Pays-Bas,, est un réalisateur néerlandais.

## Filmographie
- 2010 : Dr. Ellen (nl)
- 2012 : De wereld draait door (nl)
- 2013 : Koefnoen (nl)
- 2015 : Bon Bini Holland (nl)[3]
- 2015 : Koefnoen Presenteert
- 2015 : De DBC-Code
- 2015 : Sluipschutters (nl)
- 2016 : Toren C
- 2017 : Weg van Jou (nl)[4]
- 2017 : Vaders & Moeders
- 2018 : Kerst met de Kuijpers